# Cobden-Chevalier-traktaten
Cobden-Chevalier-traktaten var en engelsk-fransk frihandelsaftale, der blev underskrevet mellem Storbritannien og Frankrig den 23. januar 1860. Efter Storbritannien i 1846 begyndte at føre frihandelspolitik, vedblev der mod Frankrig toldsatser. Traktaten fra 1860 afskaffede tolden på de vigtigste handelsvarer: vin, brandy og silkevarer fra Frankrig og kul, jern og industrivarer fra Storbritannien.
Den nye politik blev kopieret i udstrakt omfang over hele Europa. Ifølge Stephen Krasner satte traktaten gang en "frihandelsguldalder" i Europa, der varede indtil slutningen af 1870'erne. Det var den første blandt otte "mest begunstigede nation"-traktater, som briterne forhandlede i 1860'erne. I 1880'erne gjorde protektionismens indtog i Tyskland, USA og andre steder imidlertid traktaten mindre relevant. Det var den første moderne frihandelsaftale.
Det er opkaldt efter de vigtigste britiske og franske ophavsmænd, der stod bag traktaten, briten Richard Cobden MP og franskmanden Michel Chevalier.

## Oprindelse og forhandlinger
Under parlamentsmøde i 1859 spurgte Cobdens ven og politiske allierede John Bright, hvorfor den britiske regering i stedet for at bruge penge på våben mod en mulig fransk invasion ikke forsøgte at overtale den franske kejser Napoleon III til at handle frit med Storbritannien. Chevalier skrev efter at have læst denne tale til Cobden og aftalte at mødes med ham i England. Han opdagede, at Cobden planlagde at besøge Paris om vinteren af familiemæssige årsager. Chevalier opfordrede Cobden til at få en audiens hos kejseren, hvor han kunne forsøge at overbevise ham om fordelene ved frihandel. I september besøgte Cobden finansminister William Ewart Gladstone, og de var begge enige om, at det var en god idé at indgå i en kommerciel traktat mellem Storbritannien og Frankrig.
Efter samtaler med Chevalier og den franske handelsminister Eugène Rouher i Paris havde Cobden sin første audiens hos kejseren den 27. oktober 1859. De diskuterede frihandel, og kejseren informerede ham om, at han ved dekret kunne ændre tarifferne, hvis de var omfattet af en international traktat, men at han var bekymret for, at frihandel ville afskedige franske arbejdere fra deres jobs. Cobden svarede, at frihandel havde en tendens til at øge fremfor mindske efterspørgslen efter arbejdskraft, og at Sir Robert Peel på grund af hans toldreformer opnåede stor berømmelse og et godt ry i Storbritannien. Kejseren svarede: "Jeg er charmeret og smigret over idéen om at udføre et lignende arbejde i mit land; men det er meget svært i Frankrig at lave reformer; vi laver revolutioner i Frankrig, ikke reformer".
Den 9. december fortalte Chevalier Cobden, at Rouher havde udarbejdet en plan for en kommerciel traktat, der ville blive forelagt til godkendelse af kejseren næste dag. Imidlertid var kejseren bekymret over de bestemte fordele, Frankrig ville opnå ved at indføre frihandel: Storbritannien var så afhængig af handel, at hun konstant frygtede krig, mens Frankrig kunne udholde krig med meget mindre besvær. Persigny, den franske ambassadør i Storbritannien, advarede kejseren om, at krig med Storbritannien var en reel mulighed, medmindre der blev underskrevet en form for alliance med Storbritannien, og at det med sådan en alliance var ligegyldigt, hvad andre europæiske stater måtte mene. Rouher forelagde for kejseren sin kommercielle plan med tres sider med gunstige argumenter, der blev godkendt af kejseren. Kejseren bekendtgjorde traktaten i et brev offentliggjort den 15. januar 1860, og det vakte raseri blandt de protektionistiske interesser.
Princeton University økonom Gene Grossman beskrev traktaten som den "første moderne handelsaftale."  Ifølge Stephen Krasner satte traktaten i gang en "frihandelsguldalder". 

## Underskriver
Den 23. januar 1860 ved det britiske udenrigsministerium underskrev og beseglede de befuldmægtigede for begge nationer traktaten. Lord Cowley, den britiske ambassadør i Frankrig, og Cobden underskrev på vegne af Storbritannien, og Jules Baroche, den franske udenrigsminister, og Rouher på vegne af Frankrig. Imidlertid blev det opdaget, at der var blevet skrevet forkert i traktaten: om engelsk koks og kul i stedet for britisk og havnen i stedet for skibsfart. Traktaten blev omskrevet og underskrevet og forseglet den 29. januar.

## Effekter
Traktaten reducerede fransk told på de fleste britisk-fremstillede varer til niveauer, der ikke må overstige 30 %, og sænkede britisk told på fransk vin og brandy. Konsekvensen af dette var, at værdien af den britiske eksport til Frankrig mere end fordoblede i 1860'erne, og importen af franske vine til Storbritannien også fordoblede. Frankrig afsluttede traktaten i 1892 til fordel for Méline-tariffen.
Ifølge en undersøgelse fra 2022 øgede traktaten samhandelen mellem dens medlemmer betragteligt.

## Yderligere læsning
- Dunham, Arthur. L. (1930). The Anglo-French Treaty of Commerce of 1860 and the Progress of the Industrial Revolution in France. Ann Arbor: University of Michigan Press.
- Dunham, Arthur L. "The Influence of the Anglo-French Treaty of Commerce of 1860 on the Development of the Iron Industry in France." Quarterly Journal of Economics 41.2 (1927): 317–337.
- Dunham, Arthur L. "The development of the cotton industry in France and the Anglo-French Treaty of Commerce of 1860." Economic History Review 1#2 (1928): 281–307.
- Godell, Stephen. "The Heyday of Free Trade: The Treaty of Commerce of 1860 Between England and France." Townson University Journal of International Affairs 2#2 (1968): 77–96.
- Iliasu, A. A. "The Cobden-Chevalier Commercial Treaty of 1860." Historical Journal 14#1 (1971): 67–98.
- Moraze, P. (1940). "The Treaty of 1860 and the Industry of the Department of the North". The Economic History Review. 10 (1): 18–28.
- Nye, John V. C. (2007). War, Wine, and Taxes: The Political Economy of Anglo-French Trade, 1689-1900. Princeton University Press.
- Ratcliffe, Barrie M. "Napoleon and the Anglo-French Commercial Treaty of 1860: A Reconsideration." Journal of European Economic History 2#3 (1973): 582.
- Smith, Michael S. Tariff reform in France, 1860–1900: the politics of economic interest (Cornell University Press, 1980).